# ГЕС Ловер-Граніт
ГЕС Ловер-Граніт — гідроелектростанція у штаті Вашингтон (Сполучені Штати Америки). Знаходячись між ГЕС Геллз-Каньйон (вище за течією) та ГЕС Літтл-Гус, входить до складу каскаду на річці Снейк, лівій притоці Колумбії (має гирло на узбережжі Тихого океану на межі штатів Вашингтон та Орегон).
У межах проєкту річку перекрили комбінованою греблею висотою 55 метрів та довжиною 975 метрів. Її лівобережна частина виконана як бетонна споруда та включає судноплавний шлюз із розмірами камери 205 × 26 метрів, тоді як до правого берега прилягає земляна секція греблі. Споруда утримує витягнуте по долині Снейк на 63 км водосховище з площею поверхні 36 км2 та об'ємом 597 млн м3 (корисний об'єм 54 млн м3), у якому припустиме коливання рівня в операційному режимі між позначками 223,4 та 224,9 метра НРМ.
Пригреблевий машинний зал обладнали шістьома турбінами типу Каплан потужністю по 135 МВт. Вони використовують напір від 23 до 32 метрів (номінальний напір 28 метрів) та у 2015 році забезпечили виробництво 1,79 млрд кВт·год електроенергії на рік.